# Stephan Günther
Stephan Günther (* 1963) ist ein deutscher Virologe, bekannt für Forschungen zum SARS-Virus.
Günther studierte Medizin an der Humboldt-Universität Berlin (Charité), an der er in Virologie promoviert wurde. Seine Dissertationsarbeit aus dem Jahr 1993 schrieb er zum Thema Auftreten von Hepatitis-B-Virusmutanten im Verlauf der Interferon-alpha-induzierten Serokonversion von HBeAg zu anti-HBe. Danach war er am Heinrich-Pette-Institut für Experimentelle Virologie und Immunologie in Hamburg und ab 1998 am Bernhard-Nocht-Institut für Tropenmedizin in Hamburg, wo er seit 2006 die Abteilung Virologie leitet. 2003 habilitierte er sich in Medizin am Universitätsklinikum Eppendorf.
2003 identifizierte er mit Christian Drosten am Bernhard-Nocht-Institut den SARS-Erreger (als neuartigen Coronavirus) und beide entwickelten einen schnellen diagnostischen Test, der inzwischen weltweit eingesetzt wird. Er entwickelt mit seiner Arbeitsgruppe auch Diagnoseverfahren für die Erreger von Lassafieber, das Ebola-Virus und das Marburg-Virus.
Günther und Drosten erhielten 2003 den Preis der Werner-Otto-Stiftung und 2005 das Bundesverdienstkreuz am Bande für ihre Arbeiten zum SARS-Virus.